# Alessandro Ballan
Pour les articles homonymes, voir Ballan.

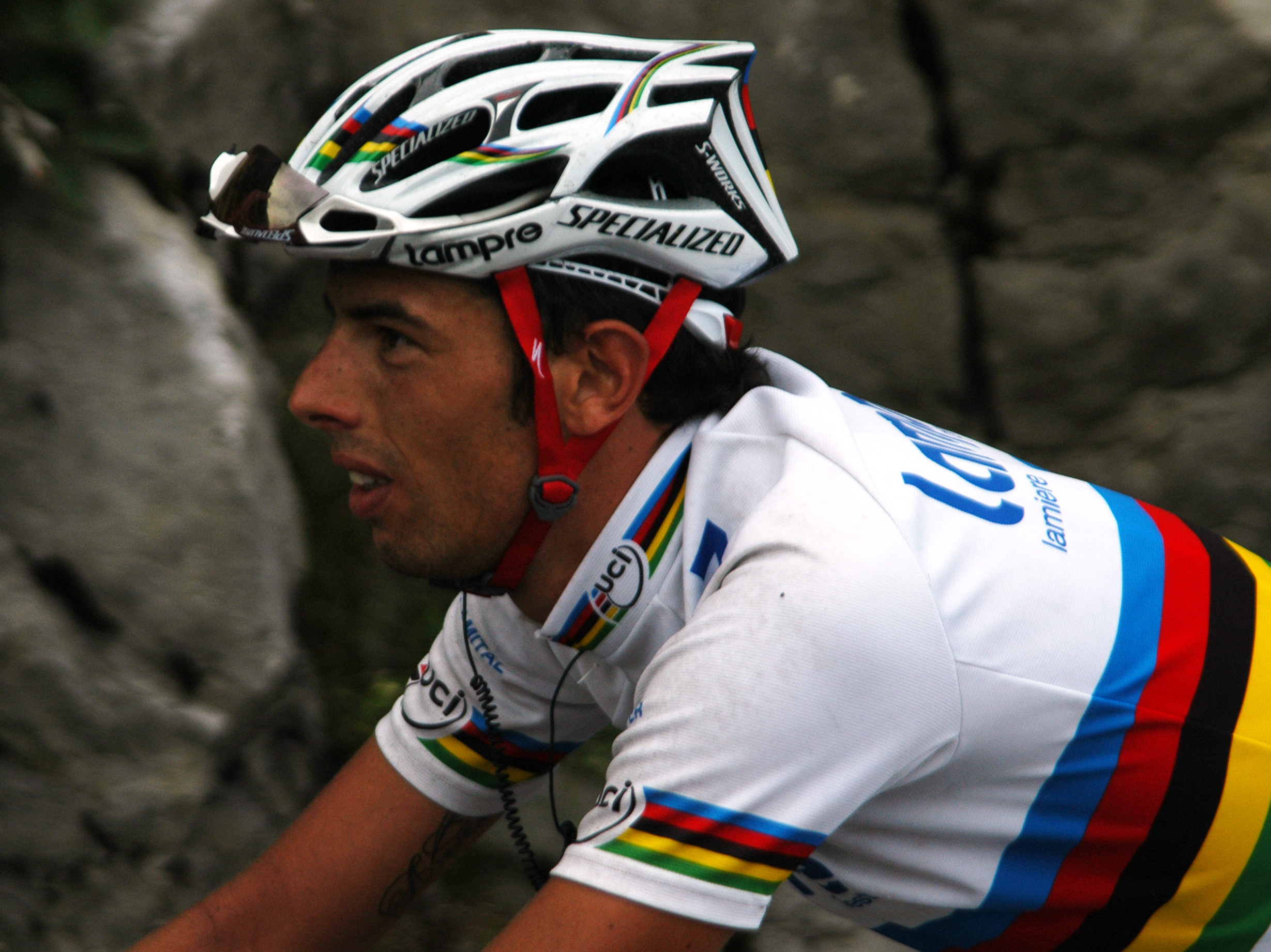
Alessandro Ballan durant le Tour de France 2009

Alessandro Ballan est un coureur cycliste italien né le 6 novembre 1979 à Castelfranco Veneto, dans la province de Trévise en Vénétie. Il a commencé sa carrière professionnelle en 2004 au sein de l'équipe italienne Lampre. Spécialiste des classiques, il brille notamment sur les courses pavées et a remporté le Tour des Flandres 2007 et le Championnat du monde sur route en 2008.

## Carrière

### Premières années
Il commence à pratiquer le cyclisme à l'âge de 8 ans parmi les jeunes de l'UC Giorgione. En 1998, il passe d'abord en amateur au sein du réputé club du Zalf Euromobil Fior, puis au sein de Trevigiani et du Cyber-Faresin-Modall. En six saisons, quatre chez les moins de 23 ans et deux chez les élites, il obtient 13 victoires, dont le Gran Premio Calvatone, dans la province de Crémone en 2002 et le Trofeo Zssdi en 2003. En 2003, il est troisième du championnat d'Italie élites sans contrat.
Suivant les traces de son grand frère Andrea, coureur dans l'équipe De Nardi en 2002, Alessandro Ballan passe professionnel en 2004 au sein de l'équipe Lampre de Giuseppe Saronni. Malgré une carrière amateure correcte, il n'attire pas l'attention des équipes professionnelles et signe son premier contrat grâce à un ami travaillant pour Wilier Triestina, sponsor de la Lampre. Durant sa première saison, il travaille comme domestique pour Romāns Vainšteins et Gianluca Bortolami. En 2005, il obtient de bons résultats en début d'année à la Classic Haribo (3e), et aux Trois Jours de La Panne, où il gagne une étape et prend la deuxième place finale. En avril, il participe au Tour des Flandres. Alors qu'il se trouve en compagnie des favoris à moins de 50 km de l'arrivée, il attaque et rejoint Constantino Zaballa, seul en tête jusque-là. Il accélère ensuite dans l'ascension du Berendries et lâche Zaballa. Il est rattrapé à moins de 30 km de l'arrivée par plusieurs coureurs, dont le vainqueur Tom Boonen. Il termine sixième, à 40 secondes. En août, il signe un premier succès sur le ProTour lors de l'Eneco Tour (4e étape), l'emportant au sprint à Verviers.
En 2006, il remporte le Trofeo Laigueglia, termine quatrième de Milan-Turin et huitième de Milan-San Remo. Au cours de la saison, il se met en évidence sur les classiques flandriennes, en prenant la cinquième place du Tour des Flandres et, une semaine plus tard, la troisième place de Paris-Roubaix après la disqualification de trois coureurs, coupables d'avoir franchi un passage à niveau fermé. Dans la dernière partie de la saison, il est sélectionné aux championnats du monde de Salzbourg, remportés par son compatriote Paolo Bettini.

### 2007-2009: titre mondial et succès sur le Tour des Flandres
En 2007, il parvient à s'imposer sur le Tour des Flandres en attaquant sur le mur de Grammont, puis en battant au sprint le belge Leif Hoste. Quelques mois plus tard, en août, il remporte la Vattenfall Cyclassics à Hambourg grâce à une attaque en finisseur à moins d'un kilomètre de la ligne d'arrivée. Ainsi, comme l'année précédente, il est sélectionné aux mondiaux, remportés à nouveau par son coéquipier Bettini.
L'année suivante, il se classe quatrième du Tour des Flandres et troisième de Paris-Roubaix. Lors du Tour d'Espagne, il gagne une étape de haute montagne, grâce à une échappée et porte le maillot de leader du  classement général pendant une étape. Le 28 septembre 2008, il obtient son plus grand succès. Il remporte à domicile le championnat du monde sur le circuit vallonné de Varèse. Dans une course où le double champion du monde en titre, son coéquipier italien Paolo Bettini est marqué par les autres favoris, Ballan participe à l'échappée décisive dans le dernier tour de circuit. Il figure au sein d'un groupe de 12 coureurs, dont deux coéquipiers italiens Damiano Cunego et Davide Rebellin, respectivement deuxième et quatrième à l'arrivée. Ballan attaque à 1500 mètres de la ligne d'arrivée et résiste au retour du groupe de poursuivants pour gagner avec trois secondes d'avance.
En 2009, Alessandro Ballan est atteint d'un cytomégalovirus qui l'empêche de courir pendant les premiers mois de la saison. Il est notamment absent de Milan-San Remo, du Tour des Flandres, de Paris-Roubaix et du Tour d'Italie. À la suite de son retour, il remporte sa première victoire dans une course à étapes de niveau ProTour en s'imposant lors du Tour de Pologne, où il gagne également une étape, ses premières victoires avec le maillot arc-en-ciel.

### 2010-2014: BMC Racing
Pour la saison 2010, il rejoint la nouvelle équipe BMC Racing, équipe courant sous licence continentale professionnelle, ainsi que le champion du monde 2009 Cadel Evans. Au cours de l'année, il n'obtient aucun succès, mais il se classe notamment troisième du championnat d'Italie sur route et sixième du Grand Prix cycliste de Québec, course du calendrier mondial. Au printemps, il est temporairement suspendu par le BMC pour son implication dans l'enquête sur Mantoue et ses liens présumés avec le pharmacien Guido Nigrelli, déjà condamné pour dopage. 
En 2011, toujours chez BMC, il est deuxième du Monte Paschi Strade Bianche, quatrième de Milan-San Remo et sixième de Paris-Roubaix. En mai, cependant, il est de nouveau suspendu par son équipe, par mesure de précaution, à nouveau pour l'implication dans l'enquête de Mantoue, et est contraint de déclaré forfait au Tour d'Italie. L'année suivante il met un accent particulier sur les classiques du printemps : quatrième des Strade Bianche, huitième de Milan-San Remo, troisième du Tour des Flandres et, comme en 2006 et 2008, troisième de Paris-Roubaix. En deuxième partie de saison, il gagne au sprint le Tour de Toscane et la 7e étape de l'Eneco Tour.
En préparation de la saison 2013, Ballan chute pendant un stage avec son équipe et est victime de plusieurs fractures de côtes ainsi qu'une fracture à un fémur. Il doit également se faire enlever la rate. Ayant ressenti des douleurs à l'estomac, Ballan est opéré en février pour enlever des adhérences apparues en conséquence de son ablation de la rate. Après quelques jours en soins intensifs à l'hôpital de Valence et deux opérations, il retourne en Italie le 8 janvier où il poursuit sa réhabilitation. En juin, il revient à la compétition, mais en juillet, il doit subir une autre opération dans l'abdomen.
En janvier 2014, le Tribunal national antidopage le suspend deux ans (jusqu'au 16 janvier 2016), en raison de séances d'ozonothérapie datant de 2009, interdites par la Code antidopage de l'AMA. Il est alors licencié par l'équipe BMC. 
Il est acquitté en décembre 2015, mais n'a plus jamais couru depuis.

## Ballan et le dopage
Alessandro Ballan n'a jamais été contrôlé positif. Cependant, il est cité en avril 2010 dans l'Affaire Mantoue en Italie et est suspendu provisoirement par son équipe. Réintégré le mois suivant, il est de nouveau suspendu par son équipe peu avant le Tour d'Italie 2011, l'enquête ayant entretemps permis d'apporter de nouvelles informations justifiant une nouvelle mise à l'écart d'après Jim Ochowicz, manager général de l'équipe. N'ayant eu aucun contact avec une instance chargée de lutte antidopage, BMC Racing lève sa suspension au lendemain de l'arrivée finale de ce Tour d'Italie. Un procès commence en décembre 2013. 28 personnes dont Ballan sont concernées. Le procureur demande un acquittement pour plusieurs d'entre elles et une sanction pour d'autres dont Ballan : deux ans de prison avec sursis et 40 000 euros d'amende. Le verdict est annoncé le 18 décembre 2015 et conclut à l'acquittement pour tous les membres de l'équipe Lampre accusés dont Ballan.
Le 17 janvier 2014, le comité olympique italien le suspend pour deux ans, pour un traitement à l'ozone en 2009. Il est aussitôt licencié par l'équipe BMC Racing. Sa suspension est réduite en appel de cinq mois.

## Après carrière
Après sa carrière de coureur, il devient consultant pour la télévision italienne et ambassadeur pour Campagnolo.

## Palmarès et classements mondiaux

### Palmarès amateur
- 2001
  - Gran Premio Ciclistico Arcade
  - 2e du Piccola Sanremo
  - 3e du Grand Prix de l'industrie et du commerce de San Vendemiano
- 2002
  - Gran Premio Calvatone
  - 3e du Giro dei Tre Ponti
- 2003
  - Trofeo Zssdi
  - Breganze-Arsiero
  - Coppa Cantina Valtidone
  - Giro dal Piave al Brenta
  - 2e de la Medaglia d'Oro Frare De Nardi
  - 2e du Circuito del Porto-Trofeo Arvedi
  - 2e du Tour du Frioul-Vénétie julienne
  - 2e de l'Astico-Brenta
  - 3e du championnat d'Italie élites sans contrat
  - 3e du Trofeo Gianfranco Bianchin
  - 3e de la Medaglia d'Oro Dino Barichello

### Palmarès professionnel
| - 2005 - 1re étape des Trois Jours de La Panne - 4e étape de l'Eneco Tour - 2e des Trois Jours de La Panne - 3e de la Classic Haribo - 6e du Tour des Flandres - 2006 - Trofeo Laigueglia - 2e du Grand Prix E3 - 3e de Paris-Roubaix - 3e de Tirreno-Adriatico - 3e du Tour de Pologne - 5e du Tour des Flandres - 8e de Milan-San Remo - 8e de l'Eneco Tour - 2007 - Classement général des Trois Jours de La Panne - Tour des Flandres - Vattenfall Cyclassics - 1re étape du Tour de Pologne (contre-la-montre par équipes) - 4e de la Classique de Saint-Sébastien - 5e du Tour de Pologne - 2008 - Champion du monde sur route - 7e étape du Tour d'Espagne - 2e du Grand Prix de Plouay - 2e du Monte Paschi Eroica - 3e de Paris-Roubaix - 4e du Tour des Flandres | - 2009 - Tour de Pologne : - Classement général - 5e étape - 3e du Tour de Sardaigne - 2010 - 3e du championnat d'Italie sur route - 5e du Tour de Pologne - 6e du Grand Prix cycliste de Québec - 10e du Grand Prix cycliste de Montréal - 2011 - 2e du Monte Paschi Strade Bianche - 4e de Milan-San Remo - 6e de Paris-Roubaix - 2012 - 1re étape du Tour du Trentin (contre-la-montre par équipes) - Tour de Toscane - 7e étape de l'Eneco Tour - 2e du championnat du monde du contre-la-montre par équipes - 3e de Paris-Roubaix - 3e du Tour des Flandres - 8e de Milan-San Remo - 9e du Grand Prix E3 |  |

### Résultats sur les grands tours

#### Tour de France
5 participations
- 2006 : 67e
- 2007 : 88e
- 2008 : 94e
- 2009 : 95e
- 2010 : 87e

#### Tour d'Italie
1 participation
- 2012 : 103e

#### Tour d'Espagne
3 participations
- 2008 : non-partant (15e étape), vainqueur de la 7e étape,  maillot or pendant 1 jour
- 2009 : non-partant (17e étape)
- 2012 : 63e

### Classements mondiaux
| Année                  | 2005 | 2006 | 2007 | 2008 | 2009 | 2010 | 2011 | 2012 | 2013 |
| ---------------------- | ---- | ---- | ---- | ---- | ---- | ---- | ---- | ---- | ---- |
| Classement ProTour     | 96e  | 6e   | 11e  | 10e  |      |      |      |      |      |
| Calendrier mondial UCI |      |      |      |      | 45e  | 59e  |      |      |      |
| UCI World Tour         |      |      |      |      |      |      | 47e  | 27e  | nc   |
| UCI Asia Tour          |      |      |      |      |      | 317e |      |      |      |
| UCI Europe Tour        |      |      |      |      |      | 343e |      |      |      |

## Distinctions
- Oscar TuttoBici : 2006
- Prix Gino Bartali : 2008
- Atena d'argento : 2008